# Superata
Superata – jest to określenie związane z praktyką handlową. Oznacza sytuację, kiedy utarg w kasie w danym przedsiębiorstwie jest wyższy, niż wynikałoby to z sumy wartości sprzedanych towarów czy usług. Jest to sytuacja niepożądana przede wszystkim dlatego, że ilość towarów ulega zmniejszeniu bez zarejestrowanej sprzedaży i może to powodować problemy z właściwą ich ewidencją. Kiedy pojawią się rozbieżności, należy wykonać remanent.
Przeciwieństwem superaty jest manko.